# Mausoleul Ecaterina Teodoroiu
Mausoleul Ecaterina Teodoroiu este un monument istoric aflat pe teritoriul Municipiului Târgu Jiu, amplasat în Piața Revoluției, pe aleea pietonală, în față clădirii Prefecturii Gorj și a Bisericii Sfinții Voievozi. Realizat în 1936, din inițiativa Ligii Femeilor din Gorj, mausoleul Ecaterinei Teodoroiu din Târgu Jiu, este opera sculptoriței Milița Pătrașcu, iar in interiorul acestui monument se afla rămășițele Ecaterinei Teodoroiu.
Construcția mausoleului a fost realizată în 1936, la inițiative Ligii Femeilor din Gorj, de către sculptorița Milița Pătrașcu, iar acest monument este menit să onoreze rămășițele pământești ale eroinei Ecaterinei Teodoroiu. Mausoleul este plasat la nivelul pavimentului, fiind ridicat cu 3 trepte de la cota de călcare și este înconjurat de un câmp perimetral floral care creează o zonă de protecție a monumentului.

## Descriere
Mausoleul are o înălțime de peste 2 metri, fiind realizat din travertin italian, așezat pe un postament cu trei trepte. Monumentul înfățișează prin basoreliefurile de pe fețele laterale mai multe momente din viața eroinei: pe fața dinspre miazăzi se poate admira un tablou prezentând copilăria eroinei în satul ei natal. Pe latura opusă, Ecaterina Teorodoiu este reprezentată ca elevă, salutată de cercetașii din organizația cărora făcuse parte. Celelalte două fețe ne-o înfățișează în război, pornind la atac cu plutonul pe care îl comanda. Ultimul basorelief prezintă momentul final, când purtată pe brațe de soldați spre locul de odihnă. Cele patru colțuri, sunt străjuite de patru femei în costum național, ținând în mâini câte o cunună de lauri.
Ecaterina Teodoroiu a decedat în ziua de 22 august 1917, în luptele care au avut loc pe Dealul Secului, în zona Muncelu – Varnița, în ultima fază a bătăliei de la Mărășești. Înmormântată inițial în satul Fitionești, rămășițele eroinei au fost aduse din Moldova și reînhumate la Vădeni în iunie 1921. 
Mausoleul a fost inaugurat la 6 septembrie 1936 în prezența Arethiei și a lui Gheorghe Tătărescu

## Restaurare
Starea evidentă de degradare accelerată a monumentului construit în anul 1933 de sculptorița Milita Patrascu, a încurajat demararea lucrărilor de restaurare eficiente care să îmbunătățească și să asigure longevitatea valorii comemorative a construcției. Procesul de restaurare a început la sfârșitul anului 2018 avand implicarea unei echipe de specialiști atestați de către Ministerul Culturii – ing. Finta Flavio (Manager proiect), Stefan Valentin (specialist restaurator componente artistice), Carmen Diaconu si Matefi Claudia (restaurator componente artistice).  Proiectul a fost finalizat cu succes in anul 2019, lucrările de execuție  fiind realizate de firma Rasub Construct Arhivat în 21 ianuarie 2021, la Wayback Machine.
Mausoleul prezenta degradări specifice pietrei naturale, precum exfolieri, fisuri și fracturi, dislocări ale moloanelor aferente treptelor, formări de cruste bio-minerale și atac biologic, intervenții necorespunzătoare cu mortare de ciment, depuneri de săruri aderente ceea ce a necesitat intervenții asupra structurii. Concomitent cu lucrările de asigurare a rezistenței monumentului au fost executate operațiuni de restaurare: preconsolidare prin injectări, curățarea suprafețelor, biocidare, desalinizare, reîntregire volumetrică, retuș cromatic, remontarea moloanelor de piatră și a placajului nou, hidrofobizare, refacerea după fotografiile de arhivă a crucii de fier ca element decorativ al mausoleului.
Ulterior terminării lucrărilor, primăria Târgu Jiu a inclus în circuitul turistic aferent Ansamblului Monumental Calea Eroilor și Mausoleul Eroinei Ecaterina Teodoroiu.

## Galerie

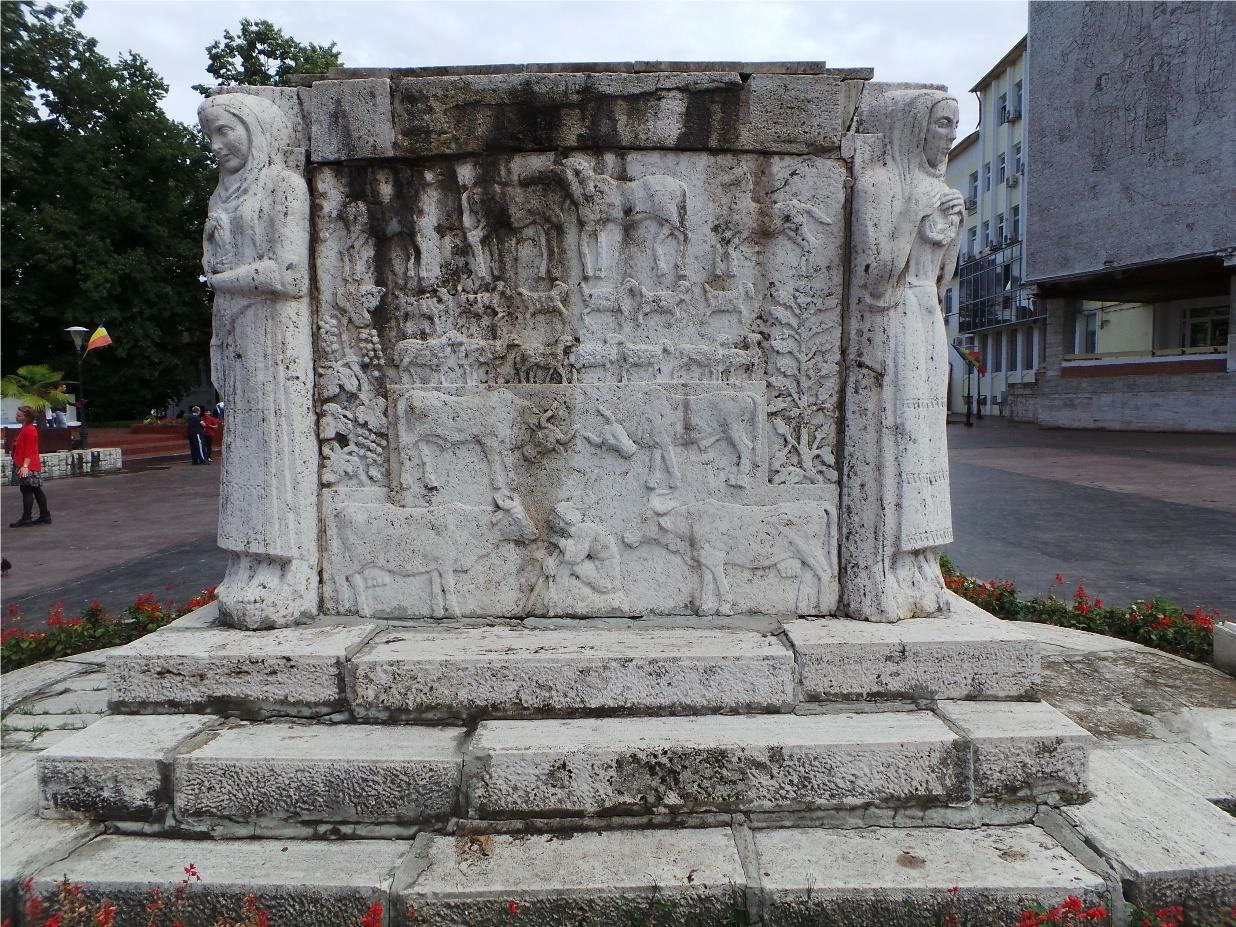
Înainte de restaurare
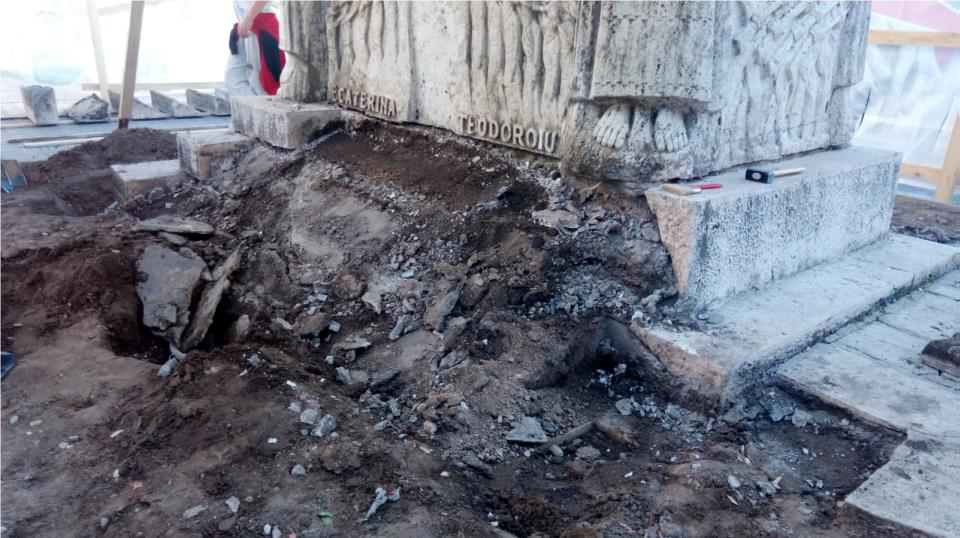
Înainte de restaurare
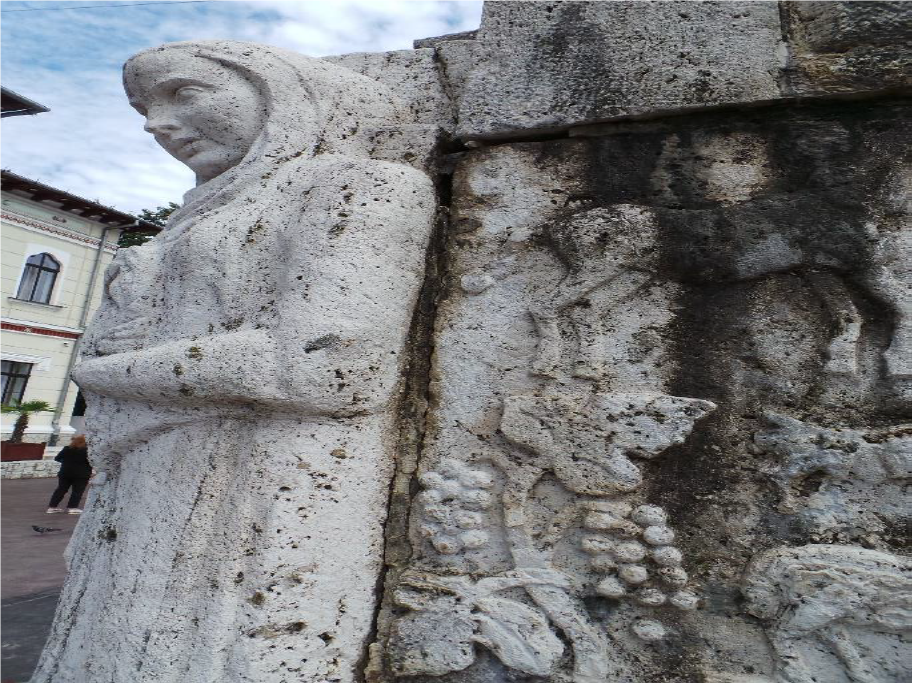
Înainte de restaurare
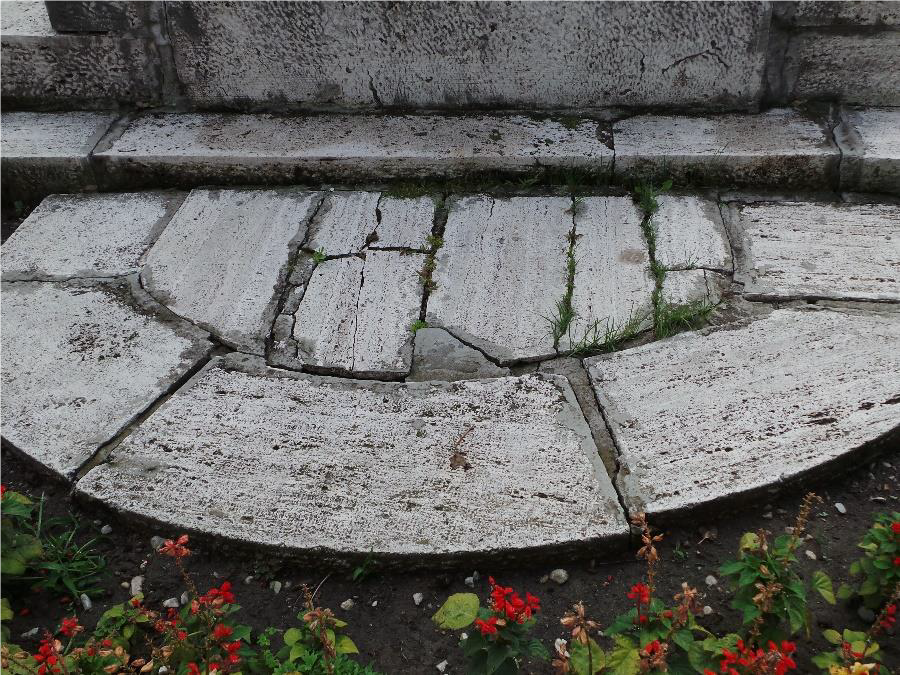
Înainte de restaurare
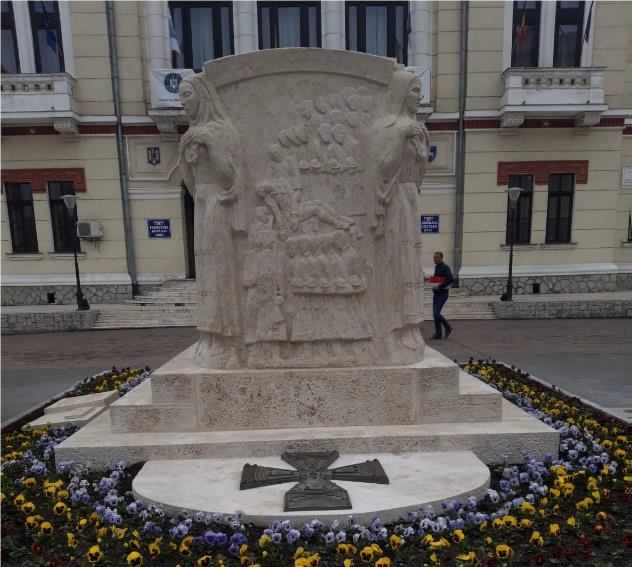
După restaurare
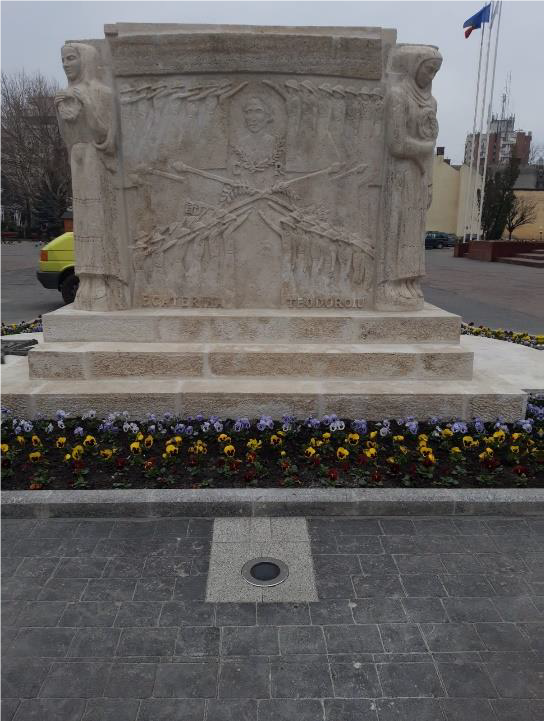
După restaurare
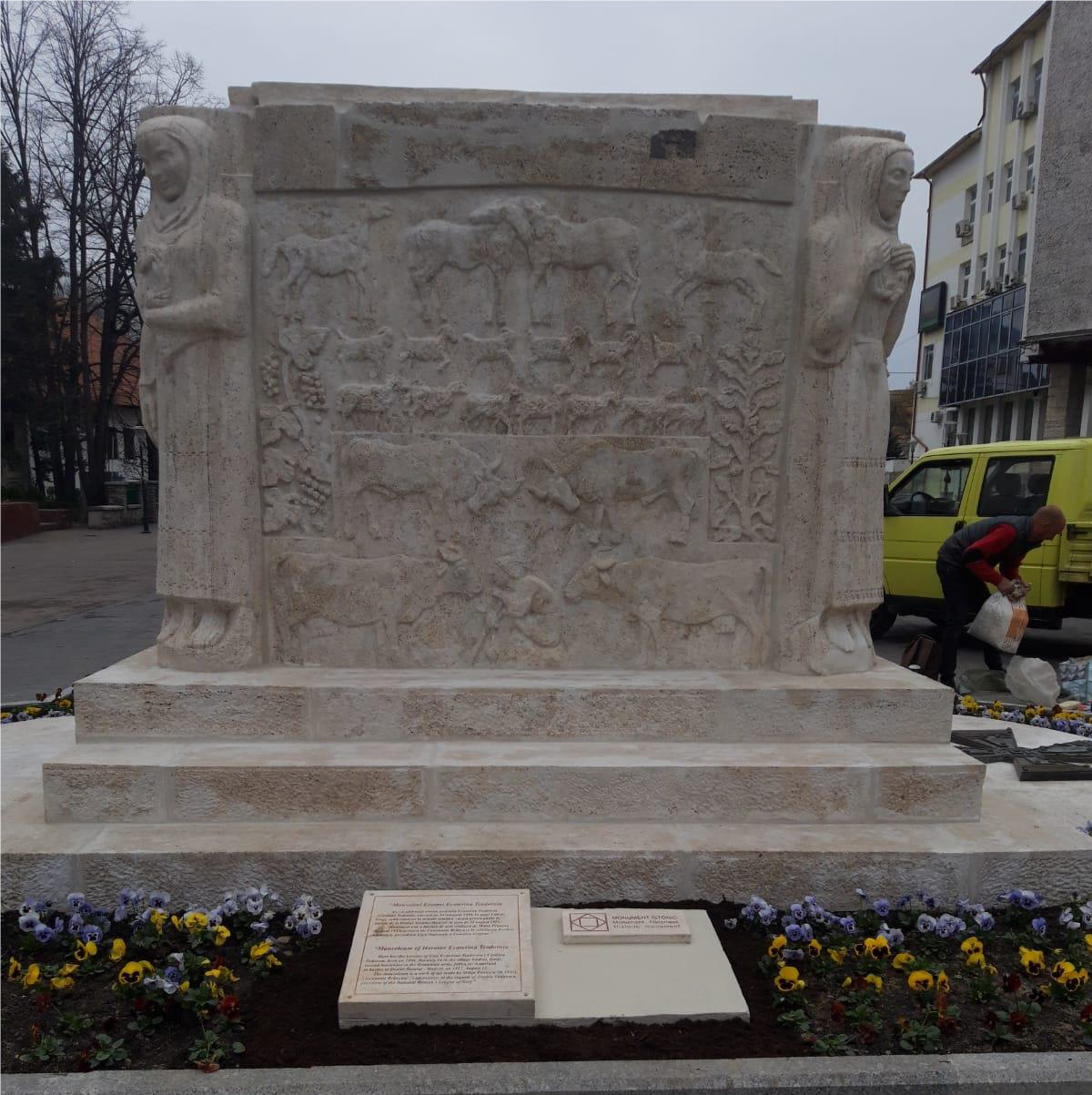
După restaurare